# St. Amandus (Datteln)

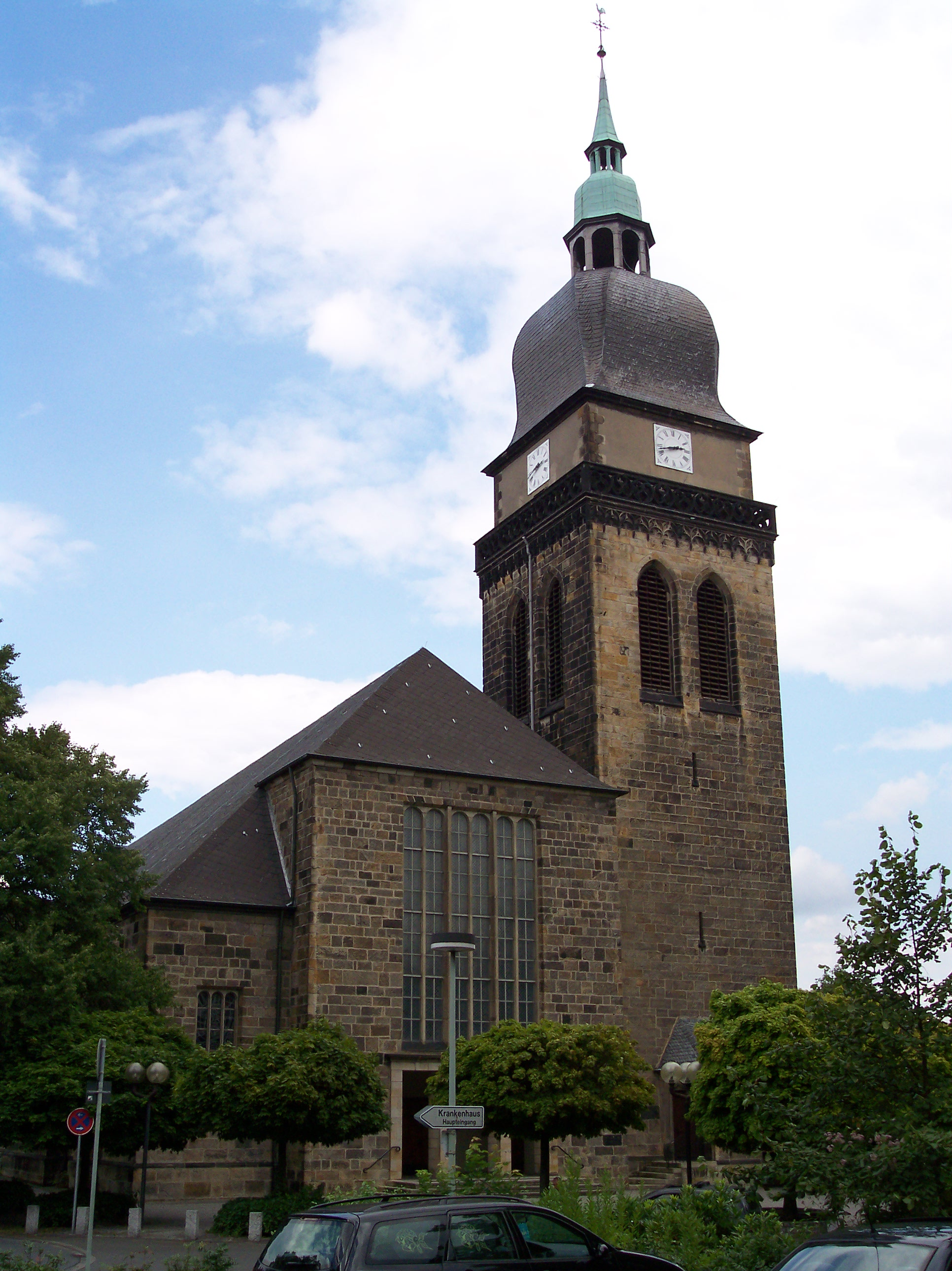
Pfarrkirche St. Amandus

Die Pfarrkirche St. Amandus ist eine unter Denkmalschutz stehende römisch-katholische Kirche in Datteln im Kreis Recklinghausen (Nordrhein-Westfalen). Die Kirchengemeinde gehört zum Kreisdekanat Recklinghausen im Bistum Münster.

## Geschichte und Architektur
Papst Eugen III. bestätigte in einer Urkunde vom 17. Juni 1147, dass der Abtei St. Heribert in Deutz am Rhein auch die Kirche in Datteln (in Datlen ecclesiam) gehöre. Wahrscheinlich gab es schon seit dem 9. Jahrhundert eine Eigenkirche auf dem Königshof Hofstedde. 
Über das Aussehen des ersten Kirchengebäudes gibt es keine Erkenntnisse. Vermutlich war es ein Bau aus Holz und Lehm. Der Westturm, im Volksmund auch Alter Turm genannt, ist der älteste noch erhaltene Teil der alten Kirche. Diese Kirche war, so wie auch der Turm, der 1250 fertiggestellt wurde, im romanischen Stil aus Stein gebaut. Der Turm war mit einem Zeltdach bekrönt. Mit der Planung einer neuen Kirche wurde ab dem Beginn des 15. Jahrhunderts begonnen, dies ist durch zahlreiche Schenkungen bezeugt. Mit dem Bau der gotischen Hallenkirche wurde dann zum Ende des Jahrhunderts begonnen. Sie war etwa so groß wie das heutige Querschiff. Der asymmetrische Raum bestand aus dem Hauptschiff und einem Seitenschiff an der Nordseite, dort wo sich heute die Sakristei und der Chor befinden. Der Hochaltar hatte seinen Platz im Chorschluss, da wo heute der Tabernakel und das Taufbecken stehen. Der romanische Turm bekam eine steile Haube. Er diente auch weiterhin als Kircheneingang. Die Kirche wurde wahrscheinlich um 1520 fertiggestellt. In den Jahren von 1753 bis 1754 und von 1859 bis 1865 wurden umfangreiche Renovierungen vorgenommen. 
Bei der von 1911 bis 1913 ausgeführten Erweiterung bekam die Kirche ihren heutigen Grundriss. Das Gebäude wurde im neugotischen Stil um ein Querhaus erweitert. Dieses neue Querhaus wurde zum Hauptschiff, und es wurden zwei Nebenschiffe angefügt. Das alte Kirchenschiff bekam die Funktion eines Querschiffs, am südlichen Ende des neuen Hauptschiffs stand der Hochaltar in einer Apsis. Heute befindet sich dort der Haupteingang. Der Südturm, im Volksmund auch Neuer Turm genannt, bekam seinen Platz an der südöstlichen Ecke des neuen Gebäudes. Die Kirche war durch einen Eingang von der Heibeckstraße aus erschlossen. Heute ist dort hinter dem Altar der Chorraum. Bischof Johannes Poggenburg konsekrierte die neue Kirche am 30. April 1914. Im Zweiten Weltkrieg, am 9. März 1945, wurde das Gebäude bei einem Bombenangriff fast vollständig zerstört. Der Unterbau des Alten Turms und der Neue Turm sowie ein Teil der Außenmauern und Säulen blieben stehen. Die Kirche wurde im Wesentlichen auf dem alten Grundriss wieder aufgebaut. Am 24. Oktober 1948 wurde ein Gedächtnisstein dafür gesetzt. Der Hochaltar bekam einen neuen Standort an der Nordwand, und der neue Haupteingang kam an die Südseite, neben den neuen Turm. Weihbischof Heinrich Roleff weihte den Altar am 4. Dezember 1949. Bei der Renovierung des Alten Turms im Jahr 1958 bekam dieser ein Bronzeportal. Der Turm ist im oberen Bereich durch je zwei Rundbogenfenster mit eingestellten Säulen gegliedert. In den Jahren 1983 und 1984 wurde der Innenraum umgestaltet, eine Altarinsel wurde geschaffen und die Seitenaltäre sowie die Kanzel entfernt. Die Kassettendecke bekam einen farbigen Anstrich, die Arkadenbögen farbige Ornamente.

## Ausstattung
- Kunsthistorisch wertvollstes Stück der Ausstattung ist das Amanduskreuz. Christus ist mit einer Tunika, als Auferstandener, im Stile des Volto Santo[7] dargestellt. Das Kreuz ist aus neuerer Zeit, der Korpus allerdings aus dem 12. Jahrhundert. Nach Überlieferungen sind in diesem romanischen Korpus Reliquien des Amandus enthalten. Eine Vielzahl von Votivgaben belegt die Verehrung dieses Kreuzes. Im April 2014 wurde der Korpus im St.-Vincenz-Krankenhaus einer Röntgenuntersuchung unterzogen, um das Vorhandensein der Reliquien im Inneren zu belegen. Es konnten Reste eines menschlichen Oberschenkelknochens, Teile eines Brustbeins und ein Stück einer Rippe nachgewiesen werden. Ob diese Überreste Reliquien des Amandus sind, konnte nicht zweifelsfrei geklärt werden.[8]
- In der Taufkapelle steht das Sakramentshaus. Es wurde um 1520 in der Werkstatt des Berndt Bunickmann in Münster angefertigt. Von der ursprünglichen Farbfassung sind nur minimale Reste erhalten. Das Haus in Form eines Turms ist reich verziert und zeigt Heiligenfiguren sowie die Verkündigungsszene.[7]
- Die übergiebelte Sakramentsnische mit Kreuzblume[7] aus der Zeit zum Ende des 16. Jahrhunderts diente früher zur Aufbewahrung des Allerheiligsten.[9]
- Der Behelfsaltar, ein ehemaliger Besprechungstisch des Krankenhauses, konnte 1984 durch einen neuen Altar aus Sandstein ersetzt werden. Die Altarweihe nahm Bischof Reinhard Lettmann am 22. September 1984 vor.
- Die Sedilien und der Ambo wurden 1984 erneuert.
- Die Herkunft des möglicherweise romanischen Weihwasserbeckens ist nicht geklärt. Der gedrehte Schaft steht auf vier liegenden Tiergestalten, die Kuppa zeigt zwölf halbplastische, männliche Figuren.[7]

### Orgel
Die Orgelbauwerkstatt Klais in Bonn fertigte eine neue Orgel an und stellte sie am 6. März 1988 auf. Das Schleifladen-Instrument hat 40 Register auf drei Manualwerken und Pedal. Die Spieltrakturen sind mechanisch, die Registertrakturen sind elektrisch.
| I Hauptwerk C–a3 |                  |       |
| 1.               | Rohrflöte        | 16′   |
| 2.               | Principal        | 8′    |
| 3.               | Flute harmonique | 8′    |
| 4.               | Salicional       | 8′    |
| 5.               | Oktave           | 4′    |
| 6.               | Quinte           | 2 ⁄3′ |
| 7.               | Superoctave      | 2′    |
| 8.               | Cornet V         | 8′    |
| 9.               | Mixtur IV        | 1′    |
| 10.              | Trompete         | 16′   |
| 11.              | Trompete         | 8′    |

| II Schwellwerk C–a3 |                 |    |
| 12.                 | Rohrflöte       | 8′ |
| 13.                 | Gamba           | 8′ |
| 14.                 | Vox coelestis   | 8′ |
| 15.                 | Principal       | 4′ |
| 16.                 | Traversflöte    | 4′ |
| 17.                 | Octavin         | 2′ |
| 18.                 | Sexquialter II  |    |
| 19.                 | Scharff IV      | 1′ |
| 20.                 | Trompette harm. | 8′ |
| 21.                 | Hautbois        | 8′ |
| 22.                 | Clairon         | 4′ |
|                     | Tremulant       |    |

| III Echo (schwellbar) C–a3 |            |        |
| 23.                        | Bordun     | 8′     |
| 24.                        | Rohrflöte  | 4′     |
| 25.                        | Nasard     | 2 ⁄3′  |
| 26.                        | Principal  | 2′     |
| 27.                        | Terz       | 1 3⁄5′ |
| 28.                        | Larigot    | 1 ⁄3′  |
| 29.                        | Octave     | 1′     |
| 30.                        | Vox humana | 8′     |
|                            | Tremulant  |        |

| Pedalwerk C– |             |         |
| 31.          | Principal   | 16′     |
| 32.          | Subbass     | 16′     |
| 33.          | Quinte      | 10 2⁄3′ |
| 34.          | Octave      | 8′      |
| 35.          | Gedackt     | 8′      |
| 36.          | Tenoroctave | 4′      |
| 37.          | Bombarde    | 16′     |
| 38.          | Fagott      | 16′     |
| 39.          | Trompete    | 8′      |
| 40.          | Clairon     | 4′      |

- Koppeln: II/I, III/I, III/II, I/P, II/P, III/P

### Glocken
Das Geläut der Amanduskirche besteht aus vier Glocken:
- Die älteste Glocke ist die 1527 gegossene Johannesglocke mit einem Durchmesser von 1,05 m. Ihr Nennton ist fis′.[11]
- Die Marienglocke wurde 1597 gegossen, und zwar von Hans ter Borch, wie der Vermerk „H.V.D. Borch me fecit“ ausweist.[12] Sie ist die einzige Glocke von Hans ter Borg geschaffene Glocke, die in Westfalen erhalten blieb.[13] Ihr Durchmesser beträgt 1,26 m. Ihr Nennton ist dis′. Durch einen Riss wurde die Marienglocke 1930 unbrauchbar, sie sollte deshalb eingeschmolzen werden. Doch der Provinzialkonservator für Westfalen erhob Einspruch. Tatsächlich gelang es der Berliner Schweißerei Sedlbauer & Sommerfeldt, die gesprungene Glocke zu schweißen.[13]
- 1645 wurde die Amandusglocke gegossen.[14] (Einer anderen Darstellung zufolge erfolgte der Guss ein Jahr später.)[15] Ihr Durchmesser beträgt 1,37 m. Sie wird deshalb in Datteln auch „die große Glocke“ genannt.[16] Ihr Nennton ist cis′.
- Die Franziskusglocke wurde 1926 von Petit & Edelbrock in Gescher gegossen. Ihr Nennton ist gis′.

Eine weitere Glocke hatte der Herzog von Arenberg der Amanduskirche 1913 geschenkt. Im Ersten Weltkrieg musste sie 1917 „zur Sicherstellung von Kriegsbedarf“ abgegeben werden und wurde eingeschmolzen. Die drei alten Glocken hingegen durften dank eines ausführlichen Gutachtens von Max Geisberg, der ihren kunstgeschichtlichen Wert dargelegt hatte, in der Kirche verbleiben. Die Glocke von 1913 wurde eingeschmolzen; die Franziskusglocke von 1926 ist deren Ersatz.
Im Zweiten Weltkrieg mussten im Februar 1942 die drei alten Glocken abgeliefert werden. Sie wurden nach Lünen verbracht und sollten dort eingeschmolzen werden. Doch dazu kam es bis Kriegsende nicht. So konnten die drei kostbaren Glocken nach Datteln zurückgebracht werden und wieder läuten, nachdem der im Krieg zerstörte Turm wieder aufgebaut worden war.

## Legende
Bei den Bewohnern der Gemeinde sowohl als in der Umgegend genoss der hl. Amandus große Verehrung. An seinen Festtagen wurde sein Bild mit allerlei goldenen und silbernen Weihgeschenken geschmückt. Diebe stahlen einst das Bild mit den Geschenken. Sie waren aber gezwungen, es zu verbergen und vergruben es daher in der Erde. Trauer herrschte nun in der Gemeinde ob des großen Frevels. Lange Zeit war das Bild verschwunden, alles Suchen war vergebens. Ein frommer Schäfer, der mit seiner Herde übers Feld zog, sah eines Tages auf einem Acker eine weiße Lilie stehen. Er brach die schöne Blume ab, aber als er am nächsten Tage auf dasselbe Feld kam, stand zu seinem großen Erstaunen die Blume wieder da. Des Schäfers Hund fing an zu scharren, und siehe da, das langvermisste Bild kam zum Vorschein! Er meldete seinen Fund und freudig wurde das Bild zurückgeholt und an seinem Platze in der Kirche wieder aufgestellt. Das Ackerstück, wo es gefunden wurde, heißt bis heute Amandusstück und liegt in der Nähe der Zeche Emscher-Lippe.